# Margot Fonteynová
Margot Fonteynová, rodným jménem Margaret Evelyn Hookham, po svatbě Margot Fonteyn Arias (18. května 1919, Reigate – 21. února 1991, Ciudad de Panamá) byla anglická baletka, tanečnice londýnského Královského baletu. Vytvořila taneční pár s ruským baletním umělcem Rudolfem Nurejevem, který byl téměř o dvacet let mladší než ona. Oba jsou zapsáni v Guinnessově knize rekordů jako baletní umělci, kteří sklidili největší aplaus v historii - v říjnu 1964 totiž byli ve vídeňské Státní opeře po představení Labutího jezera vyvoláni 89x před oponu.

## Život
Její matka byla brazilsko-irského původu, dcera brazilského podnikatele Antonio Fontese. Podle jména Fontes si Margot také zvolila, již v samých začátcích své kariéry, své umělecké jméno Fonteyn (Fontes je v portugalštině "kašna", fonteyn je výraz pro kašnu ve střední angličtině). Na balet ji zapsali ve čtyřech letech. V osmi letech odjela do Číny, kde její rodiče pracovali ve vedení tabákové firmy. Osm let s nimi žila v Šanghaji. Balet ji zde učil ruský emigrant Jurij Gončarov. Ve čtrnácti ji matka poslala zpět do Londýna, aby v roce 1933 mohla nastoupit na baletní školu Vic-Wells Ballet School (dnes Royal Ballet School). Zde ji vedla Ninette de Valois. Roku 1939 se stala hlavní tanečnicí (primabalerínou) Královského baletu, jemuž zůstala věrná až do konce kariéry. Za její vrcholnou roli bývá označována princezna Jitřenka v baletu Petra Iljiče Čajkovského Spící kráska. Roku 1956 obdržela Řád britského impéria.
Dvojici s Nurejevem vytvořila v roce 1962, rok poté, co Nurejev emigroval ze Sovětského svazu. Tehdy jí bylo již 42 let. Choreograf Frederick Ashton speciálně pro jejich dvojici napsal balet Marguerite and Armand. V premiéře rovněž ztvárnili balet Kennetha MacMillana Romeo and Juliet. Vystupovali spolu až do jejího odchodu do důchodu v roce 1979, kdy jí bylo 61 let. Úplně poslední vystoupení měla v roce 1986, při zájezdu do Spojených států.
V roce 1955 se vdala za velvyslance Panamy v Británii Roberta Ariase. Ten se v roce 1959 zapletl do puče ve své zemi a Margot kvůli tomu byla v Panamě nakrátko i vězněna. V roce 1964 byl Arias svými politickými protivníky postřelen, přitom mu byla poškozena mícha a skončil doživotně upoután na invalidní vozík. Když Margot ukončila kariéru, dožila právě v Panamě, v rezidenci svého muže, o nějž pečovala. Arias zemřel v roce 1989. Margot v Panamě zůstala a zde i skonala.
V roce 1966, při historicky prvním vystoupení Královského baletu v Československu, mohlo její umění zhlédnout i pražské publikum.